# 大希律王

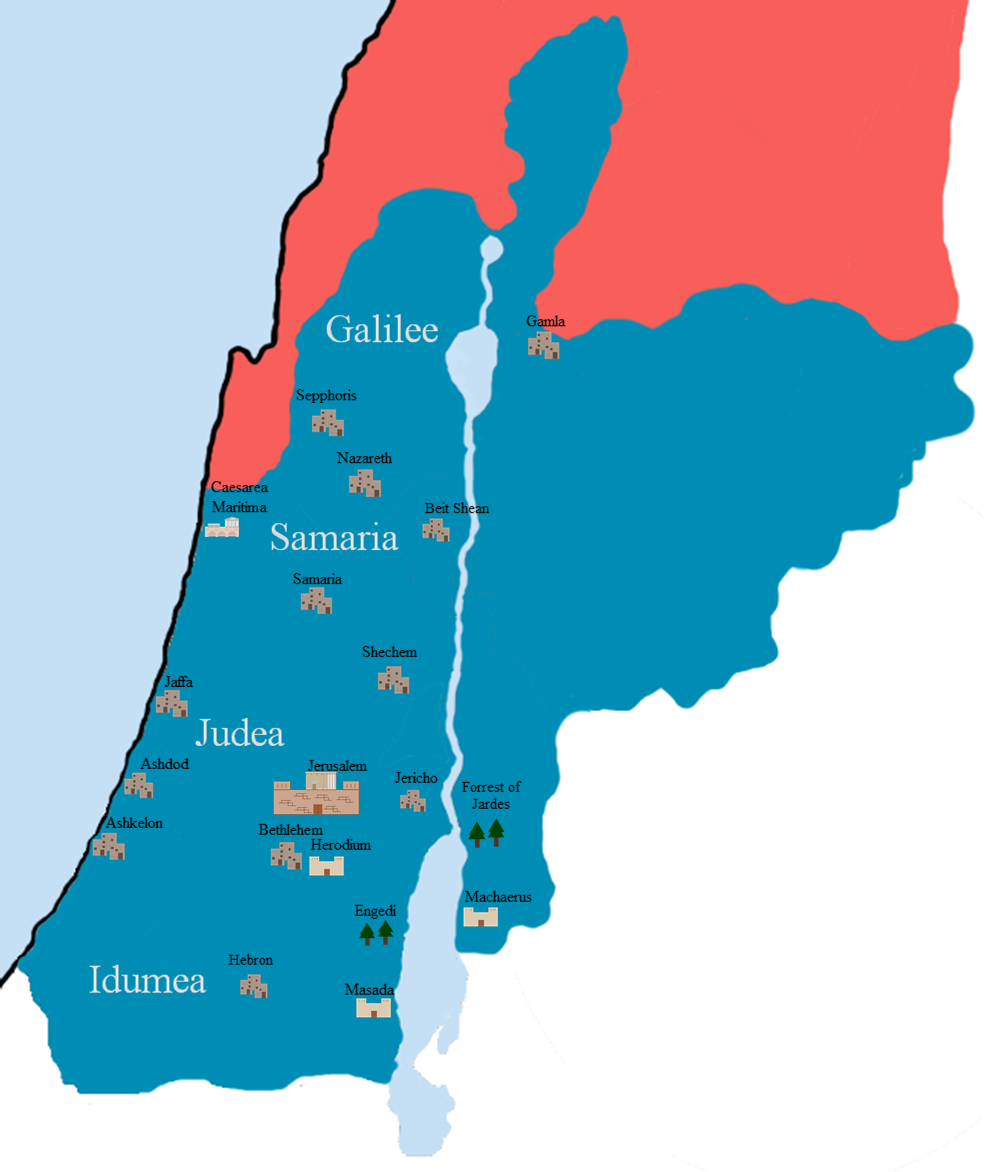
羅馬敘利亞行省（紅色）和大希律王治下的希律猶太王國（藍色）。

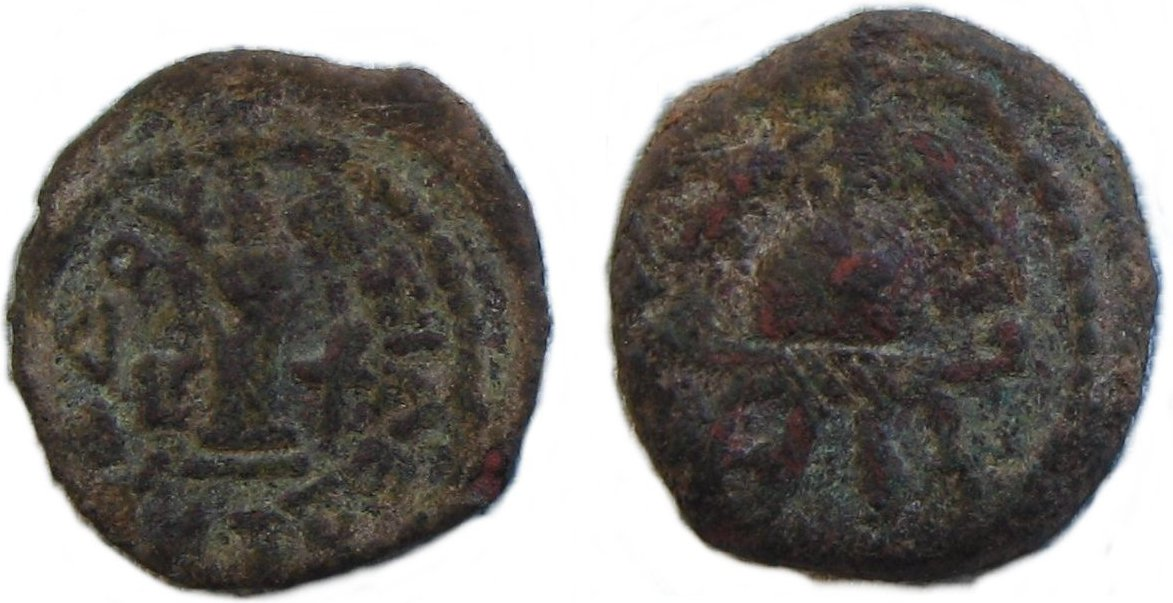
大希律王時期的銅幣

希律（希伯來語：הוֹרְדוֹס，前74年—前4年），又譯希律王、黑落德王，亦被稱為大希律王（Herod the Great）、希律大帝，希律一世（Herod I），希律王朝的首位國王，是羅馬共和國（公元前27年起成為羅馬帝國）境內作為自治國的希律猶太王國的猶太王。
他是猶太歷史上最著名的建設者，他擴建了耶路撒冷的第二聖殿（又稱希律的聖殿）—西牆是其中的一部分，修建了凯撒利亞的港口，建立馬薩達、安東尼亞堡壘與希律宮（Herodium）的城牆。他的生平資料主要來自於公元1世紀猶大史學家弗拉維奧·約瑟夫斯的著作。
希律王也出現在基督教《新約聖經》馬太福音中，作為猶太地統治者在耶穌誕生時下令羅馬駐軍將伯利恆及其周圍境內兩歲以下的所有男嬰殺死，儘管大多數希律王傳記作者並不相信這一事件發生過。根據國家地理雜誌的研究報導除了聖經之外並無其他歷史資料紀錄這件大量殺死嬰兒的事件。然而當時的伯利恆乃一小村莊，兩歲以下男嬰的數量可能不超過二十，這也許是為何這起事件缺乏史料記載的原因。儘管他取得了成功，包括從幾乎一無所有中一手打造了一個新王朝，他仍然受到了各種歷史學家的批評。歷史學家對他的統治意見兩極化，有些人認為他的遺產是成功的證據，有些人則認為這是對他殘暴統治的提醒。

## 生平
希律生於以東，是哈斯蒙尼王朝「大祭司」（國王）約翰·海卡努斯二世身邊的親羅馬權臣安提帕特的其中一位兒子，希律的母親賽普勒斯是一名納巴泰（今約旦）人的阿拉伯公主。父親安提帕特是以東人，母親則是猶太人並且他的祖先早已皈依猶太教，所以希律自小就作為猶太人長大。
希律的崛起很大程度上是透過他父親和羅馬共和國前三頭同盟之一的尤利烏斯·凱撒（亦是後來羅馬皇帝屋大維的養父，血緣上屋大維是凱撒的外甥）的良好關係，因此受凱撒的信任，更將猶太的公共事務委託給安提帕特。公元前47年，希律被任命為加利利省長，當時希律大約25歲或28歲（希臘文原文：「15 歲」）。在那裡，他忠誠地為共和國元老院徵收該地區的稅收，並成功地消滅了該地區的強盜。他很享受羅馬人的支持，但猶太公會譴責他的暴行。當希律還是個普通人時，他就決定懲罰哈斯蒙尼大祭司（國王）海卡努斯二世，後者曾因謀殺罪傳喚希律受審，但由於他父親安提帕特和哥哥法薩爾的干預，希律未能這樣做。

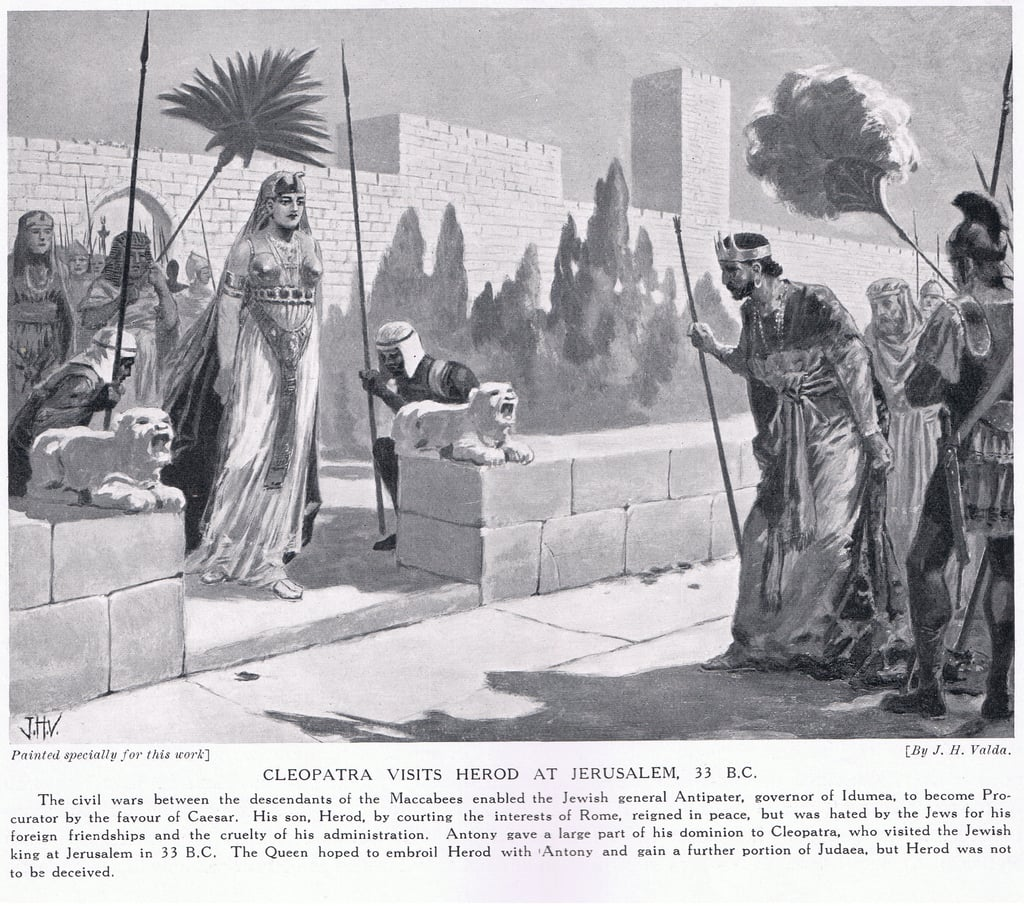
希律王迎接訪問耶路撒冷的埃及艷后（公元前33年）

公元前41年，羅馬共和國後三頭同盟之一的馬克·安東尼任命希律和他的哥哥法撒爾為分封王，他們被安排擔任分封王是為了支持海卡努斯二世。公元前40年，海卡努斯二世的侄子安提柯二世在帕提亞帝國的幫助下從他的叔叔手中奪取了猶太王位。希律逃往羅馬城，懇求共和國復辟海卡努斯二世。羅馬人對猶太地區有著特殊的興趣，因為他們著名的龐貝將軍於公元前63年征服了哈斯蒙尼王朝和耶路撒冷，從而使哈斯蒙尼王朝成為羅馬附屬國。在羅馬，希律出乎意料地被元老院任命為猶太人的王，世稱大希律王。
希律和羅馬敘利亞總督索西烏斯在安東尼的要求下，於公元前37年率領大軍出發，佔領了耶路撒冷，希律隨後將末代哈斯蒙尼王朝國王安提柯二世送去被安東尼處決。從這一刻起，希律成為猶太的唯一統治者，並獲得了巴西勒斯（Βασιλεύς，「國王」）的頭銜，開創了希律王朝，結束了馬加比家族的哈斯蒙尼王朝。
由於有些人認為希律王的家人皈依了猶太教，他的宗教信仰受到了猶太社會一些人士的質疑。當約翰·海卡努斯的哈斯蒙尼王朝在公元前140-130年征服以土買地區（希伯來聖經中的以東）時，他要求所有以土買人遵守猶太法律，否則就離開；大多數以土買人因此皈依了猶太教，這意味著他們必須接受割禮，並且許多人與猶太人通婚並接受了他們的習俗。雖然希律王公開表明自己是猶太人，並且被一些人認為是猶太人，但這種宗教身份被希律黨人頹廢的生活方式所破壞，這會讓他們招致虔誠的猶太人的反感。

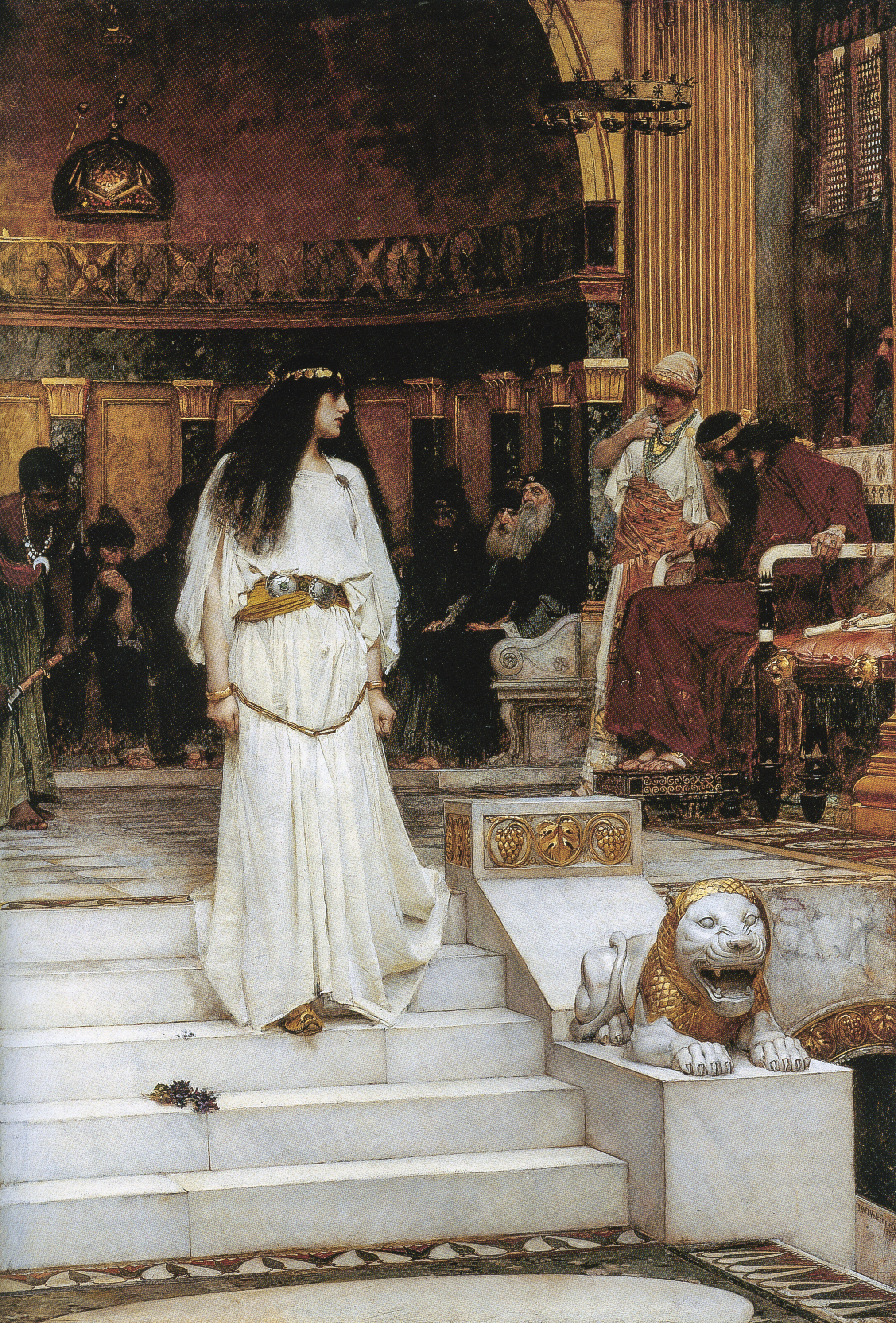
米利暗一世離開希律王的審判席，约翰·威廉·沃特豪斯於1887年繪

希律後來處決了他自己的幾名家庭成員，包括他的妻子米利暗一世。
希律王和羅馬帝國的開國皇帝奧古斯都（屋大維）之間的關係表明神化的皇帝和統治猶太人及其聖地的國王之間的脆弱政治。當他們互動時，希律王既要滿足他王國中的猶太人和非猶太人的願望，又必須滿足奧古斯都在整個帝國傳播羅馬文化、建築和價值觀的目標。奧古斯都和羅馬帝國對政策的影響導致整個希律王國都採用古羅馬建築。希律為了效忠羅馬而對猶太地區進行建築擴張的一個例子可以從他委託建造的第三座聖殿—奧古斯都聖殿中供奉奧古斯都的聖殿中看出。
希律晚年因儿子夺位而非常烦恼。最后希律王在耶利哥病逝，至此他已统治以色列地区37年。死後葬在聖城以外12公里的希律堡，其後按照羅馬帝國皇帝奧古斯都分封，三名兒子希律·阿基勞斯、希律·安提帕斯和希律·菲利普二世，另外還有希律的妹妹莎樂美一世分了他的領土。
領有包含耶路撒冷在內的猶太地、以東和撒馬利亞封地的希律·阿基勞斯因為殘暴統治，在公元6年被奧古斯都罷免，他的領土隨後被羅馬直接派羅馬人長官／總督管理，成為了「猶太行省」。

### 聖經中的希律
最為熟悉是他在馬太福音第二章的作為。他是耶穌童年時代整個猶太人地區的統治者。
在《新約聖經》中，他知道伯利恆有個君王誕生了，就讓三智者先行，假意跟隨朝拜。當三智者從另一方向離開後，他下令羅馬駐軍將伯利恆及其周圍境內兩歲以下的所有男嬰殺死，而耶穌一家在其死後才回到拿撒勒。

## 家庭
與多洛梅（Dorimne）或者叫多莉絲（Doris）：大希律的第一任妻子
- 安提帕特（Antipater）: 大希律的长子，出生于大约公元前46年。公元前4年，安提帕特因阴谋罪被罗马皇帝奥古斯都判处死刑。

與米利暗一世：大希律的第二任妻子，有皇室血统，来自犹太王室馬加比家族。
- 亞歷山大（Alexander）: 因被懷疑密謀反叛，被下令處決，這一事件發生在西元前7年左右。
- 阿里斯托布魯斯: 因被懷疑密謀反叛，被下令處決，這一事件發生在西元前7年左右。他只有一位妻子贝狄卡（Berenice），所生的女兒名叫（Salome）和（Herodias）。

與米利暗二世：大希律的第三任妻子。
- 腓力一世: 娶兄弟阿里斯托布魯斯（Aristobulus）的女儿希罗底为妻，生女儿撒罗米（Salome 或译莎乐美）。后来希罗底离开他，改嫁他同父异母的兄弟安提帕斯。

與瑪塔色：大希律的第四任妻子。
- 希律·阿基勞斯: 被分封为撒马利亚、犹太和伯利恒的分封王。他秉性残暴，犹如其父大希律。又娶了同父异母的兄弟亚力山大（Alexander）的遗孀格拉菲拉（Glaphyra）为妻。在主后12年被废黜，流放到高卢，后死在那里。此后，犹太地变成了罗马的一个省份，由罗马皇帝委任的巡抚管治。
- 希律·安提帕斯: 被分封为加利利和低加利利的分封王。爱上了希律二世的妻子希罗底，正式娶希罗底为妻。受到施洗约翰的指责，将约翰砍头。

與耶路撒冷的克麗奧佩脫拉（Cleopatra）：大希律的第五任妻子。
- 希律·腓力二世: 被分封为以里哥（Iturea）和特拉可尼提（Trachonitis）地区的分封王。他的妻子是莎乐美，是兄弟阿里斯托布魯斯（Aristobulus）的孫女，希律二世和希罗底的女儿。

與帕拉斯（Pallas）: 
- 法薩爾（Phasael）

與法伊德魯（Phaidra）: 
- 羅克珊（Roxanne）:

與埃爾皮斯（Elpis）: 
- 莎乐美二世 (Salome II)

與佚名妻子:
- 一個女性親戚
- 一個姪女

莎拉姆西奥公主（Salampsio Princess）: 通常被认为是大希律的女儿，但关于她的生平和身份仍然存在一些历史争议。
奧林匹亞斯（Olympias Herodian）可能是大希律和瑪塔色所生的女兒，尚需更多史料進一步證實。
妹妹莎樂美一世: 大希律死後，統治猶地亞西南部的一處沿海地方，包括阿夫內（Iturea）、阿什杜德和內陸的法薩伊勒（Fasayil）。